# BD +17° 3248
BD +17° 3248 ist ein alter Population-II-Stern im Halo der Milchstraße. Er gehört zur seltenen Klasse der ultra-metall-armen Sterne (Metallizität [Fe/H]=–2.1), und darin wiederum zur seltenen Unterklasse mit einer Überhäufigkeit von r-Prozess-Elementen.
Detaillierte hochauflösende spektroskopische Untersuchungen wurden seit dem Jahr 2000 (mit Chris Sneden von der University of Texas at Austin als dem führenden Beobachter) an drei Großgeräten durchgeführt:
- dem Hubble-Weltraumteleskop (NASA/ESA Hubble Space Telescope),
- dem Keck I Telescope auf Hawaii und
- dem H.J. Smith Telescope am McDonald Observatory der University of Texas.

Das Zusammenwirken dieser Teleskope gestattete die Bestimmung der Häufigkeiten von Elementen in diesem Stern über einen weiten Bereich: von Germanium (Z=32) bis Uran (Z=92). Mit dem im Weltraum stationierten Hubble Telescope konnten auch Spektren im Ultravioletten aufgenommen werden, Strahlen die von der Erdatmosphäre absorbiert werden. Dadurch konnten auch die Schwermetalle Osmium, Platin und erstmals in einem ultra-metall-armen Stern Gold bestimmt werden. Der Nachweis der radioaktiven Metalle Thorium und Uran (erst der zweite Nachweis in solch einem Stern nach CS31082-001) gestattet durch Vergleich untereinander und mit stabilen Elementen eine zuverlässige Altersbestimmung.
Alle Häufigkeiten für Elemente schwerer als Barium (Z=56) zeigen das Muster der vom r-Prozess gebildeten Elemente im Sonnensystem. Durch Vergleich der im Stern beobachteten Häufigkeiten eines stabilen Elementes wie Europium (Z=63) und der radioaktiven Elemente Thorium (Z=90) und Uran (Z=92) mit berechneten Häufigkeiten dieser Elemente in einer Typ II Supernova-Explosion (wie sie von den Gruppen von Karl-Ludwig Kratz in Mainz und Friedrich-Karl Thielemann in Basel durchgeführt wurden) ergibt sich ein Alter von etwa 13,8 Milliarden Jahre (mit einer Unsicherheit von 4 Milliarden Jahren) für diesen Stern, der also nur wenig später als der Urknall entstand. Entsprechende Alter wurden für andere ultra-metall-arme Sterne wie CS22892-052 oder CS31082-001 ermittelt. Die Übereinstimmung der Elementhäufigkeiten der im r-Prozess gebildeten Elemente schwerer als Ba in den sehr alten Sternen und im Sonnensystem bedeutet, dass dieser Nukleosyntheseprozess seit dem Beginn nach dem gleichen Prinzip abläuft.